# Д
Д, д (de) é a sexta letra do alfabeto cirílico (quinta do russo, sexta do ucraniano).
Representa /d /, oclusiva alveolar sonora (como em dois), exceto quando termina uma palavra e antes de uma consoante muda, quando assume o som de /t̪ /, e antes de uma vogal palatalizadora, quando sua pronúncia é [dj] ou [dzj].
Se origina da letra grega delta. A grande diferença entre as duas letras são os dois pequenos "pés" de Д. Assim como El, pode ser escrito de duas formas: com o topo reto ( Д ) ou com o topo em ponta, como o delta ( Δ ).
A forma manuscrita maiúscula de De se assemelha ao D latino, pois é impossível escrever Д com agilidade. A minúscula se assemelha a um g latino manuscrito. A forma antiga de se escrever o De minúsculo é parecida com o d latino: д.

## Codificação
| Codificação  | Caixa | Decimal | Hexa | Octal  | Binário           |
| Unicode      | Alta  | 1044    | 0414 | 002024 | 00000100 00010100 |
| Unicode      | Baixa | 1076    | 0434 | 002064 | 00000100 00110100 |
| ISO 8859-5   | Alta  | 180     | B4   | 264    | 10110100          |
| ISO 8859-5   | Baixa | 212     | D4   | 324    | 11010100          |
| KOI 8        | Alta  | 228     | E4   | 344    | 11100100          |
| KOI 8        | Baixa | 196     | C4   | 304    | 11000100          |
| Windows 1251 | Alta  | 196     | C4   | 304    | 11000100          |
| Windows 1251 | Baixa | 228     | E4   | 344    | 11100100          |

A codificação HTML é:
- &#1044; ou &#x414; para caixa alta; e
- &#1076; ou &#x436; para caixa baixa.